# Jeanne Bartlett
Jeanne Bartlett, née le 2 décembre 1905 et morte le 22 janvier 1997 à Santa Monica en Californie, est une scénariste et actrice américaine.

## Filmographie

### Actrice

#### Cinéma
- 1935 : Le Monstre de Londres (Werewolf of London) de Stuart Walker : Daisy

### Scénariste

#### Cinéma
- 1945 : Le Fils de Lassie (Son of Lassie), de S. Sylvan Simon
- 1946 : Gallant Bess
- 1948 : Man-Eater of Kumaon

#### Télévision

##### Séries télévisées
- 1962 : The Beachcomber